# Synolcus acrobaptus
Synolcus acrobaptus là một loài ruồi trong họ Asilidae. Synolcus acrobaptus được Wiedemann miêu tả năm 1828. Loài này phân bố ở vùng nhiệt đới châu Phi.